# 十三經注疏
十三经注疏指一套特定的儒家十三經注解，包括《周易注疏》、《尚書注疏》、《毛詩注疏》、《周礼注疏》、《仪礼注疏》、《礼记注疏》、《春秋左传注疏》、《春秋公羊传注疏》、《春秋穀梁傳注疏》、《孝经注疏》、《论语注疏》、《尔雅注疏》、《孟子注疏》；是由漢至唐一千多年中經學的總結性成果。各部注、疏成書最早者在西漢（西元前206年-後8年），最晚者在南宋（1127-1279）。在明朝（1368-1644），十三部經書及其注疏首次一同刻板印刷，并獲得帝王朝廷的肯定，從而使“十三經注疏”成熟、確立為一個整體性概念。

## 概念
“十三經注疏”與“十三經”兩個整體性概念一同成熟於明朝。萬曆十二年（1584）神宗皇帝詔令欽定《十三經注疏》，並命京師國子監校勘印行。此為帝王朝廷首次將十三部經書、一套代表漢唐經學的特定注解一起賦予官方地位，標誌著這兩個概念完全確立。
“注”即注釋，也寫作“註”，是对经书正文的注解，主要說明字義、通假、名物、制度，也闡發義理；在《十三經注疏》中的各部注，還有“傳”、“章句”、“故（詁）”、“解”等名稱。其中《春秋經傳集解》、《春秋穀梁傳集解》、《論語集解》均名“集解”，但前者意為集合《春秋》經文與《左傳》傳文一并注解，後二者意為集合多家前人的注解。
“疏”即疏通，是对經文和舊注的進一步說明，重點在於串講文意、闡發義理。從樹立官方學術的角度，歷代朝廷將其組織學者編寫的疏稱為“正義”。疏與注的關係是“疏不破注”，即疏的思想內容不去破壞注的體系，只在注的框架內講解。

## 作者、年代與內容構成
各部注、疏的作者不同。生卒可考的主要作者共有十四位，生活在從東漢（25-220）後半期到北宋（960-1127）早期約一千年的時段內。各部注自身的成書時間從西漢早期到唐玄宗天寶（742-756）之始，各部疏自身的成書時間從南朝（420-589）到南宋朱熹（1130-1200）生存之年，分別跨越九百多年和近八百年，共計近一千四百年。一部份的作者與年代不夠明確，甚至有重大爭議。內容包括十四部注（《毛詩》兩部）和十三部疏。《毛詩注疏》內還附有間接說明性質的《詩譜》。
注的主要作者，能明確者有十位。注一般為學者個人私撰，也有多位作者先後寫作、集體編纂或帝王著述的情況，如《周易注》的卦爻辭、《彖》、《象》、《文言》部份為王弼先作，《繫辭》、《說卦》、《序卦》、《雜掛》部份是韓康伯後補；《論語集解》由何晏（領銜）、荀顗、曹羲、鄭沖等人合撰；《孝經注》乃唐玄宗筆墨。《毛詩》的注有兩個層次，一為《毛詩故訓傳》（毛傳），二為鄭玄《毛詩箋》（鄭箋），合稱《毛詩傳箋》。疏則多為朝廷組織學者集體編寫，如唐朝初年由孔穎達（574-648）領銜編修的《五經正義》，北宋早期由邢昺（932-1010）主持撰寫的《孝經正義》、《論語正義》和《爾雅疏》。私著者有賈公彥的《周禮疏》、《儀禮疏》和楊士勛的《春秋穀梁疏》。此二人生活時代與孔穎達大致相當。
注的成書年代，《毛詩故訓傳》最早，寫定在西漢早期，不晚於漢景帝（前157-前141在位）時；另外十三種，除《孝經注》寫定於唐玄宗天寶二年（743）、《古文尚書傳》爭議較大外，其作者均生活在從108年到約385年這二百八十年左右的時間內，相當於東漢後期到東晉（317-420）中期，注本身亦誕生於此時段。疏的成書時間就集中得多，除作者不明的《春秋公羊疏》、《孟子疏》外，《五經正義》、《周禮疏》、《儀禮疏》、《春秋穀梁疏》成書於唐太宗（627-649在位）到高宗永徽（649-655）中；《孝經正義》、《論語正義》、《爾雅疏》成書於宋真宗咸平（998-1003）年間。
部份注、疏的作者和成書年代，儘管經過歷代學者的大量研究，仍然不明確。如僅能確定《古文尚書傳》並非漢武帝時孔安國作成，其主體部份的成書時間不晚於東晉，少量寫定於南朝齊、梁之際（約502）；《春秋公羊疏》題名作者唐代徐彥不可考，內容當作於南朝中；《孟子疏》不是邢昺同僚孫奭之手筆，而出於朱熹同時代邵武（今福建西北）士人之手。其中《古文尚書傳》的問題與今本《尚書》部份篇目的來源問題一同構成了經學史上最大的爭議之一，從朱熹生活的時代一直持續至今，已有八百多年。
| 經名                | 注名           | 注者                                                                                                 | 疏名       | 疏者                           | 合稱           |
| ------------------- | -------------- | --- | ---------- | ------------------------------ | -------------- |
| 周易                | 周易注         | 【曹魏】王弼（226-249，卦爻辭、彖、象、文言） 【東晉】韓康伯（335一385左右，繫辭、說卦、序卦、雜掛） | 周易正義   | 【唐】孔穎達（574-648，領銜）  | 周易注疏       |
| 尚書                | 古文尚書傳     | 【西漢】孔安國（題名）                                                                               | 尚書正義   | 【唐】孔穎達（領銜）           | 尚書注疏       |
| 毛詩                | 毛詩傳箋       | 【西漢】毛亨（毛詩故訓傳） 【東漢】鄭玄（127－200，毛詩箋）                                          | 毛詩正義   | 【唐】孔穎達（領銜）           | 毛詩注疏       |
| 周禮                | 周禮注         | 【東漢】鄭玄                                                                                         | 周禮疏     | 【唐】賈公彥                   | 周禮注疏       |
| 儀禮                | 儀禮注         | 【東漢】鄭玄                                                                                         | 儀禮疏     | 【唐】賈公彥                   | 儀禮注疏       |
| 禮記                | 禮記注         | 【東漢】鄭玄                                                                                         | 禮記正義   | 【唐】孔穎達（領銜）           | 禮記注疏       |
| 左傳 （附《春秋》） | 春秋經傳集解   | 【西晉】杜預（222-285）                                                                              | 春秋正義   | 【唐】孔穎達（領銜）           | 春秋左傳注疏   |
| 公羊傳              | 春秋經傳解詁   | 【東漢】何休（129-182）                                                                              | 春秋公羊疏 | 【唐】徐彥                     | 春秋公羊傳注疏 |
| 穀梁傳              | 春秋穀梁傳集解 | 【東晉】范甯（339-401）                                                                              | 春秋穀梁疏 | 【唐】楊士勛                   | 春秋穀梁傳注疏 |
| 孝經                | 孝經注         | 【唐】唐玄宗（685-762）                                                                              | 孝經正義   | 【北宋】邢昺（932-1010，領銜） | 孝經注疏       |
| 論語                | 論語集解       | 【曹魏】何晏（約195-249，領銜）                                                                      | 論語疏     | 【北宋】邢昺（領銜）           | 論語注疏       |
| 爾雅                | 爾雅注         | 【晉】郭璞（276-324）                                                                                | 爾雅疏     | 【北宋】邢昺（領銜）           | 爾雅注疏       |
| 孟子                | 孟子章句       | 【東漢】趙岐（108-201）                                                                              | 孟子正義   | 【北宋】孫奭（題名）           | 孟子注疏       |

多數注、疏都有一篇序言。內容一般是以儒家立場敘述此經的性質、起源、成書、流傳、前代研究、本書緣起、作者用意等。不同版本收錄的序言多寡不一。
《毛詩注疏》中還包括了鄭玄的《詩譜》，是間接性的說明文字，分列於各國風、二雅、各頌之前，分別介紹十五國風、大小雅、三頌的地理歷史背景、創作時代及用意、吟詠場合等。《正義》亦疏通之。

## 流傳及版本
第一次以“十三經注疏”為名將十三部經書及其注解一同刻板印刷，在明武宗正德四年（1509）至世宗嘉靖四年（1525）之間，但其中的《儀禮注疏》由《儀禮圖》代替。真正意義上的《十三經注疏》第一次合刻於嘉靖十二年（1533）至十七年間，主事者為時任福建按察使的李元陽（1497-1580）。帝王朝廷第一次欽定頒行始於神宗萬曆十二年（1584），全部刻成於二十一年（1593）。
後代多有重刊《十三經注疏》者。明末有毛氏汲古閣本。清代乾隆四年有武英殿刻本。嘉慶二十一年，阮元在江西南昌府學主持校勘刻印的版本比較完善，附有校勘記，通行至今。

## 外部連結
- 武英殿本《十三經注疏》影印本（页面存档备份，存于） - 中國哲學書電子化計劃
- 長澤規矩也 著，蕭志強 譯：〈十三經注疏版本略說（页面存档备份，存于）〉.
- 彭林：《十三經注疏》與中國古代學術研究